# 1923 na Alemanha
Esta é uma cronologia dos fatos acontecidos  durante o  ano 1923 na Alemanha.

## Eventos
- 11 de janeiro: As tropas francesas e belgas entram no Ruhr, no território alemão.[1]
- 23 de novembro: Gustav Stresemann renuncia ao cargo de chanceler alemão, após um voto de desconfiança dos membros do governo.
- 8 de dezembro: A Alemanha assina um tratado econômico com os Estados Unidos.